# 獣神サンダー・ライガー
獣神サンダー・ライガー（じゅうしんサンダー・ライガー、Jushin Thunder Liger、1964年11月10日 - ）は、日本のプロレス解説者、YouTuber。元男性プロレスラー。
覆面レスラーであり、引退後もプロレス解説者、タレントとして覆面をかぶり続けている。最終所属は新日本プロレス。その正体は山田 恵一とされているが（後述「ライガーの正体について」を参照）、週刊プロレスの選手名鑑では非公開となっている。出身地は永井豪宅もしくは広島県広島市。通称は「世界の獣神」。血液型AB型。
2020年1月5日の新日本プロレス東京ドーム大会にて最後の試合を行い現役を引退、引退式は翌1月6日に実施された。
息子は歌手でアイドルグループ「Star☆Prince」の一員である桐野貴。
右記のプロフィールは、ライガーとしてのものである。

## ライガーの正体について
ライガーの正体とされるのは、新日本プロレスに所属していた山田 恵一（やまだ けいいち、1964年11月10日 - ）で、当時の週刊プロレスでも山田→ライガーの特集記事が組まれたこともあった。しかし、ギミック上はあくまで正体不明であり、ライガーも「山田は死んだ。リバプールの風になった」と発言している。
一方のテレビ中継では、小林邦昭とのデビュー戦にて、実況の辻よしなりは「あの山田恵一が獣神ライガーの中に入っているのではないかという」「（浴びせ蹴りを出した後に）骨法炸裂、やはり山田か」などと正体を示唆する実況を展開した。その後もしばしば山田の名を出し、1991年のトップ・オブ・ザ・スーパージュニア決勝（対保永昇男戦）では、「山田恵一が獣神サンダー・ライガーになったのは周知の事実」とまで漏らしている。試合中にマスクを剥がされ、素顔が剥き出しとなったこともある。
また、バラエティ番組や対談等の出演時における紹介プロフィールや、自身の経歴として語った若手時代の内容が山田のものだったこともある。さらに、2013年12月発売の『G SPIRITS』誌に掲載された小佐野景浩によるインタビューでは、「素顔時代の自分があるから、その後のライガーがあるわけだし、専門誌に"獣神ライガーに生まれ変わります"って素顔で漫画家の永井豪先生と一緒の写真が掲載されたこともありますからね。本名だって知られてるじゃないですか。隠すものは何もありませんよ」と自ら語った上で、山田時代の活動を回顧しており、正体を隠すことに執着せずギミックに囚われていない。自身のYoutubeチャンネルでは、むしろ「山田恵一」をネタにする場合もある。長州力は永きに渡ってライガーを「山田」と呼んでおり、マサ斎藤に至っては実況解説の際にライガーを「山田」と呼び、ライガー自身も困惑したという。
新日本のLA道場の完成時、練習に遅刻した安田忠夫にドン・フライが激怒して乱闘になった際、山田と思わしき人物が他の選手と共に制止している姿がテレビに映し出された。
漫画家の永井豪は、ライガーの正体が山田であることを『永井豪のヴィンテージ漫画館』にて明記している。また、2020年1月5日、引退試合後に行われたライガー・永井による共同記者会見では「当時の山田選手」という永井の発言があった（ライガーも「もういいだろ？わかってるんだから！」と爆笑しながら語っていた）。

## 来歴
ここではライガーの正体とされる山田恵一の経歴も記載している。

### 山田恵一
広島県広島市中区出身。藤波辰巳に憧れ、プロレスラーを志す。広島電機大学付属高等学校（現：広島国際学院高等学校）在学時からレスリングで頭角を現し、国体にも出場した。低身長を理由に、日本でのプロ入りを諦め身長制限のないメキシコ行きを決断。渡航資金を稼ぐために高校3年間は毎朝、新聞配達をしていた苦労人である（人生で一番頑張ったのはこれで、レスラー生活より上だと自ら語っている）。ちなみに中学時代は水泳部に所属し、背泳ぎで新人賞を獲得している。また中学の友人（野球部）と当時ジムに通いベンチプレス100kgを平気で上げ、三点ブリッジでその友人を上に乗せて首を鍛えていた。背を伸ばすために始めた水泳だったが、プロレスラーになるための練習を並行し身長が止まってしまったと言う（スクワットは最終的には1500回ほどこなし下記の新日本の体力テストにも問題なかったのは確かである）。
高校卒業後の1983年6月下旬-7月上旬のメキシコ滞在中、そこで出会ったグラン浜田から山本小鉄を紹介され、山本によって新日本プロレス入門を許可される（「高校卒業後、新日本の入門テストを受験し、体力テスト等は合格基準を満たしたが、低身長を理由に不合格となった後に渡墨した」というのは誤りで、実際は受験していないどころか、履歴書も送っていない）。1984年3月3日、小杉俊二戦でデビューした。当時の世代で体格的に恵まれないジュニアヘビー級において、ヘビー級のパワーに匹敵したのは山田が初めてといっても過言ではなく、並大抵ではない努力を積み重ねた、努力型の選手として古参ファンから敬服されている。
第1回ヤングライオン杯において決勝戦で小杉に敗れ、優勝を逃す。だが、この頃から若手らしからぬテクニックを見せ、ジャーマン・スープレックスで同じく若手であった橋本真也にフォール勝ちし、海外遠征から凱旋帰国した後藤達俊にもエビ固めで勝利する。さらに異種格闘技戦も経験。ドン・中矢・ニールセンとも対戦し、善戦するもKOで敗れた。第2回ヤングライオン杯での優勝後は海外修業も経験。遠征中は「フジ・ヤマダ」のリングネームを名乗り、ローラーボール・マーク・ロコ（初代ブラック・タイガーの正体）から、オールスター・レスリングで世界ヘビーミドル級王座を獲得するなど活躍した。
当時の新日本ジュニア戦線は、越中詩郎、ザ・コブラ、小林邦昭、ヒロ斎藤、保永昇男、UWFから高田伸彦（現：高田延彦）、山崎一夫、ジャパンプロレスの馳浩、海外からはオーエン・ハートなど錚々たるメンバーが揃う第2期黄金期であり、山田もその一翼を担っていた。その影で山田は、藤原喜明の通称「藤原教室」でカール・ゴッチ源流の関節技を、また同時期に若手の船木優治（現：船木誠勝）と共に、当時まだ馴染みの薄い新進の格闘術「骨法」をいち早く学んでいる。
身長のハンデを埋めるため新日本プロレスでもトップクラスの練習量を誇った。通常の興行が行われる際、若手は雑務に追われることが多い中、会場設営、アントニオ猪木のスパーリングパートナー、藤原教室、グッズ販売、自身の試合、先輩レスラーのセコンド、さらにわずかな空き時間を見つけては階段ダッシュと、7時間以上動き続けることも日常茶飯事だった。
1989年1月のイギリス遠征中に消息不明になったとされている。

### 獣神サンダー・ライガー

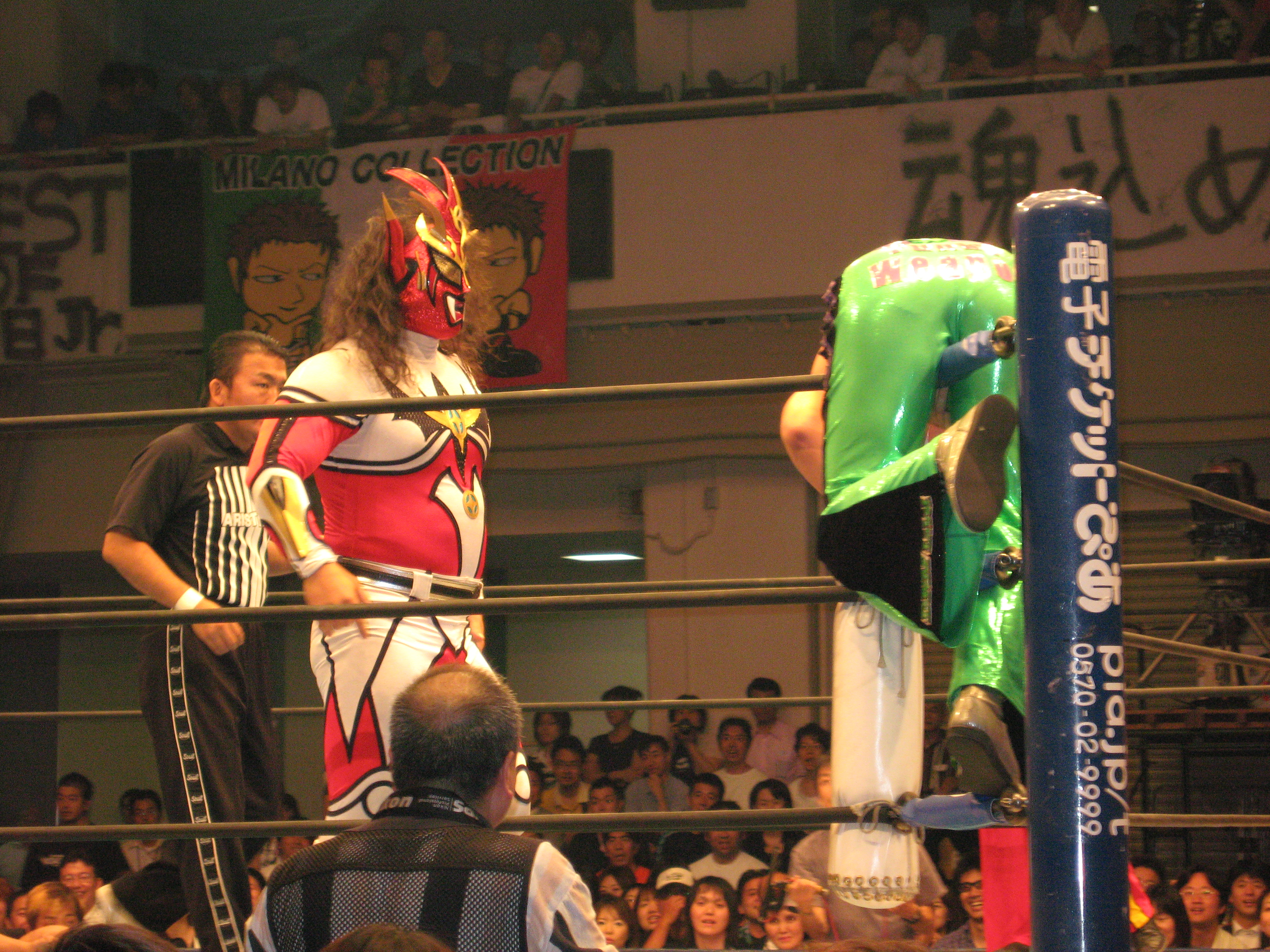
獣神サンダー・ライガー。

1989年4月24日、東京ドームでアニメ「獣神ライガー」とのタイアップ企画により、小林邦昭戦でデビュー。ライガースープレックス（獣神原爆固め）で勝利を収めると、翌月の5月25日には馳浩を破り、IWGPジュニアヘビー級王座を獲得し第9代王者となった。
ギミックのモチーフとなったのは永井豪原作漫画でもある「獣神ライガー」で、当時放映されていたアニメにシンクロして獣神ライガー→ファイヤーライガー→獣神サンダー・ライガーへと変化している。
1990年代前半はIWGPジュニアヘビー級王座を巡り保永昇男、佐野直喜（現：佐野巧真）、ペガサス・キッド、エル・サムライ、2代目ブラック・タイガー、野上彰（現：AKIRA）らと激闘を展開。これ以降、ライガーは日本ジュニア界の中心人物として活躍していくことになる。
当時、新日本プロレスと提携していたアメリカ合衆国のメジャー団体WCWにも何度となく遠征しており、リチャード・モートン、ブライアン・ピルマン、スコッティ・フラミンゴ、ジミー・ガービン、ブラッド・アームストロング、リッキー・スティムボート、シェーン・ダグラスなどと対戦。1992年12月27日にはサウスカロライナ州グリーンビルにおいて、スティングとのシングルマッチも行われた。
また、他団体との交流戦、対抗戦が盛んになると、ライガーも積極的に動いて他団体選手の新日本参戦に尽力する。ザ・グレート・サスケ、ウルティモ・ドラゴン等と団体の垣根を越えて協力し、ついに1994年にスーパーJカップを開催、成功を収めた。ところが、同年愛知にて行われたメインイベント、ライガー&長州力組対ワイルド・ペガサス&武藤敬司組の試合で足を骨折してしまう。
その一方で、ライガーは新日本内部のジュニア活性化も行い、1990年代中頃からサムライ、ケンドー・カシンらと組み、一世代下の金本浩二、大谷晋二郎、高岩竜一らと戦った（もっとも、カシンは一世代下であるがカシンが偏屈な性格であることと覆面レスラーという共通点もあり、ライガー側となっていた。）。特にディーン・マレンコ、ワイルド・ペガサス（ペガサス・キッドから改名）、2代目ブラック・タイガーの4名は「ジュニア・フォーホースメン」（当時WCWで一斉を風靡していたユニット「フォー・ホースメン」にちなむ）と呼ばれ、1990年中-後半のジュニアを牽引する。またWCWにも遠征し、ベルトも獲得した。その出で立ちと実力から人気を博した。
2004年7月3日、大阪プロレスへ参戦し当初はサムライ、金本、井上亘らと共に出場すると思われていたが邪道、外道、竹村豪氏らと出場。以降、ライガーは三人と共にコントロール・テロ・ユニット（Control Terror Unit 略称 : C.T.U）を結成し、ヒールターンを果たす。ライガーも一時、蝶野正洋率いるブラック・ニュー・ジャパン（Black New Japan 略称 : BNJ）というヘビー級の新軍団と合流したが、2006年半ばにBNJが自然消滅になったため、再び独立ユニットとして活動するようになる。
2007年3月26日、ライガーはDRAGON GATEに参戦しドン・フジイの保持するオープン・ザ・ドリームゲート王座に挑戦して勝利し、第7代王者に輝いた。4月17日に望月成晃の挑戦を受け初防衛に成功 するが、7月1日にCIMAと対戦して敗れ、王座から陥落した。
6月26日、ライガーは新日本本社にて会見を開き、C.T.Uの解散を発表する。解散の理由として「ユニット結成の目標として掲げていた「ジュニア制圧」が達成し、ユニットに括られて活動するよりも新たな道を個人で進んでいく方がいいんじゃないか」とライガー自身が語っており、プロレスのユニットとしては珍しいメンバー全員の見解が一致した上での発展的解散となった。8月26日にC.T.U解散興行を行い、その後、ライガーは長州、蝶野らが率いるレジェンドに合流した。

#### 2008年 - 2010年
2008年2月17日、ライガーはAKIRAとのタッグでプリンス・プリンス（稔&プリンス・デヴィット）が保持するIWGPジュニアタッグ王座に挑戦し、デヴィットから勝利を収め第20代王者組となった。4月13日、NO LIMIT（裕次郎&内藤哲也）の挑戦を退けて初防衛に成功 したが、7月21日に前王者組の稔&デヴィット組に敗戦し王座から陥落した。
2009年1月4日、レッスルキングダムIIIにてデビュー20周年記念試合を行い、かつて幾度も死闘を繰り広げた佐野巧真とタッグを結成し金本浩二、井上亘組と対戦、最後は雪崩式垂直落下式ブレーンバスターで金本からピンフォールを奪った。2月15日には4年ぶりにタイガーマスクが保持するIWGPジュニア王座に挑戦。ライガーも普段見せないムーンサルトプレスやライガーボムなどを解禁し挑んだが、最後はタイガーのデストロイ・スープレックス・ホールドで敗れた。
2010年5月3日、レスリングどんたく 2010にて、ネグロ・カサスが保持するCMLL世界ミドル級王座に挑戦し、空中胴締め落としでカサスからピンフォール勝ちを収め、第16代王者に輝いた。6月よりCMLLに遠征し、同団体が主催するカンペオン・ウニベルサルに参戦。一回戦でカサスを、二回戦でエクトール・ガルサを、準決勝戦でラ・マスカラを破り決勝へと進出した。8月13日、決勝戦にてラ・ソンブラと3本勝負で対戦し、勝負は3本目にまで持ち越されたが最後はソンブラを丸め込み、ピンフォール勝ちを収め優勝した。12月10日、JAPWに参戦し、アゼリアルの保持するJAPWライトヘビー級王座に挑戦。自身の他にケニー・オメガ、エル・ジェネリコ、Bボーイ、バンディート・ジュニアが参戦した6WAYイリミネーションマッチで激突し、最後は一騎討ちとなったアゼリアルからピンフォール勝ちを収め、第25代王者に輝いた。

#### 2011年 - 2013年
2011年8月27日、ALL TOGETHER 東日本大震災復興支援チャリティープロレスに登場し、かつて新日本の同期だった船木誠勝、佐野巧真とトリオを結成して鈴木みのる&タイチ&青木篤志組と対戦、最後は船木が青木からギブアップを奪い勝利を収めた。9月よりCMLLに遠征し、11月18日、CMLLミドル級王座の防衛戦の相手としてドラゴン・ロホ・ジュニアと対戦したが、敗戦し王座から陥落した。
2012年よりタイガーマスクとタッグを組む機会が増え始め、ライガーもジュニアタッグ戦線に参入し始める。6月10日、BEST OF THE SUPER Jr.最終戦で組まれた6人タッグマッチに出場し、真壁刀義、タイガーとのタッグで鈴木軍（鈴木&TAKAみちのく&タイチ）と対戦した。この試合でライガーはタイチからマスクを引き裂かれ、素顔を半分まで晒される被害に遭い、最後は鈴木からピンフォール負けを喫した。6月16日、DOMINION 6.16にてタイガーとのタッグで出場し、空位となっていたIWGPジュニアタッグ王座を賭けた試合でTAKA&タイチ組と対戦。ライガーも再びタイチよりマスクを破壊されてしまうが、その下からペイントが施された鬼神ライガーが姿を現し、タイチに対して毒霧、テーブルに向けてのパワーボムで報復を開始、最後はタイガーがTAKAからピンフォール勝ちを収め第32代王者組となった。7月22日、KIZUNA ROAD最終戦にて、フォーエバー・フーリガンズ（ロッキー・ロメロ&アレックス・コズロフ）を相手に初防衛戦に挑んだが、敗れて王座から陥落した。
2013年7月5日、KIZUNA ROAD 2013開幕戦にて棚橋弘至とのタッグでBULLET CLUB（タマ・トンガ&テリブレ）が保持するCMLL世界タッグチーム王座に挑戦。棚橋がテリブレからピンフォール勝ちを収め、第34代王者組に輝いた。一方でNOAHが主催する日テレG+杯争奪ジュニアヘビー級タッグ・リーグ戦ではタイガーとのタッグで出場。公式戦を無敗で切り抜け、決勝戦で石森太二&小峠篤司組と対戦しライガーが小峠からピンフォール勝ちを収め、同大会を優勝、同時に第18代GHCジュニアタッグ王者組に輝いた。
9月14日、Road to DESTRUCTIONにて、CMLLタッグ王座の初防衛戦の相手としてトンガ&レイ・ブカネロ組と対戦した。試合終盤で相手側のセコンドに就いていたカール・アンダーソンの介入に遭うと、最後はトンガからピンフォール負けを喫してしまい王座から陥落した。
12月7日、NOAH主催のGREAT VOYAGE 2013 in Tokyo vol.2にてGHCジュニアタッグ王座を賭けた5度目の防衛戦として小川良成&ザック・セイバーJr.組と対戦したが、ライガーが小川からピンフォール負けを喫し王座から陥落した。

#### 2014年 - 2020年
2014年10月13日、ライガーはKING OF PRO-WRESTLINGにて、NWA社長のブルース・サープにNWA世界ジュニアヘビー級王座の次期挑戦者として指名される形でリングに登場した。この日、ライガーは同王座の防衛に成功したチェーズ・オーエンズに対して「アイム・ベリーストロング」とコメントし、対戦を受諾した。11月8日、POWER STRUGGLEにてNWA世界ジュニアヘビー級王座を保持するオーエンズと対戦する。ライガーはこの試合に勝利を収め、第90代王者に輝いた。ライガーはその後、鈴木軍との抗争に身を投じることとなり、中でもエル・デスペラードとの確執が表面化すると12月19日、Road to TOKYO DOMEにてタイガーとのタッグでタイチ&デスペラード組と対戦した。ライガーもこの試合でデスペラードからピンフォール負けを喫すると、試合後に自身のコスチュームとマスクの角をハサミで切り裂かれる被害に遭った。
2015年1月5日、NEW YEAR DASH !!にて、NWAジュニア王座の初防衛戦の相手としてデスペラードと対戦した。ライガーも鈴木軍のタイチ、TAKAの介入で苦戦を強いられていたが、ライガーの救援に駆け付けたタイガーが二人を排除し、最後はピンフォール勝ちを収めて初防衛に成功した。その後、2月14日、THE NEW BEGINNING in SENDAIで前王者のオーエンズ、3月22日、Road to INVASION ATTACK 2015でタイガー の挑戦を退けて防衛回数を積み重ねていったが、4月13日、アメリカのネバダ州・ラスベガスにて行われたCasino Royale 2015にて、スティーブ・アンソニーに敗れ王座から陥落した。同月29日、レスリング火の国にて新王者となったアンソニーを相手に王座奪還に挑むが、アンソニーのセコンドに就いていたサープに急所攻撃を見舞われ、アンソニーからはNWAジュニアベルトで殴打されると最後はライガーがピンフォール負けを喫してしまい、王座奪取はならなかった。
7月16日、ライガーはWWEの傘下団体であるWWE・NXTの収録において、GMであるウィリアム・リーガルから8月22日に行われるTakeover Brooklynに出場し、タイラー・ブリーズと対戦する事が発表された。新日本プロレスの所属選手でNXTに出場するのは史上初であり、大元のWWEを含めると1985年に新日本プロレスと当時のWWFが提携を解消して以来、約30年ぶりの新日本プロレス所属レスラーの出場となった。試合では序盤より優勢に進めて場外にいるブリーズへトペ・コンヒーロ、そしてリング上でライガーボムを決めて勝利した。
2016年4月10日、ライガーはINVASION ATTACK 2016にてKUSHIDA対ウィル・オスプレイのIWGPジュニアヘビー級王座の後防衛を果たしたKUSHIDAからの次期挑戦者に指名を受け、5月3日のレスリングどんたく 2016にて約6年ぶりにベルトに挑戦した。
2017年のBEST OF THE SUPER Jr.24シリーズで「今シリーズ限りでのBOSJ卒業」を表明した。ライガーもAブロックにエントリーして最終戦まで全敗と苦戦するが、最終戦でタイチから価値ある1勝をもぎ取り、1勝6敗の成績でBOSJに別れを告げた。
2019年3月7日、前日の旗揚げ記念日でのIWGP Jr.タイトルマッチ対石森戦の敗戦翌日に現役引退を表明し、ライガーの引退試合は翌年1月のドーム興行で行われることが発表された。発表直後、日本で関連語句がTwitterトレンド入りし、アメリカでも「Liger」というワードがトレンドに入った。
2020年1月5日、レッスルキングダム14、2日目の試合を最後に現役を引退した。ライガーの引退興行では永井が改めて正体が山田恵一であることに触れた。引退に際してライガーは、世田谷区野毛にある寮の管理人として若手選手らのサポートに回る予定が示された。また、テレビ朝日『ワールドプロレスリング』ならびに動画配信サービス『新日本プロレスワールド』における放送席解説は引退後も継続となり、引退から5日後のCMLLファンタスティカマニア大阪大会で『怒りの獣神』が流れる中リングに登場し、引退後初めて放送席に加わった。
2020年3月16日、アントニオ猪木、藤波辰爾に次いで日本人レスラー史上3人めとしてWWE殿堂入りすることが発表された。

理由は日本国内での活躍だけに留まらず、団体枠を越えた後輩や海外レスラーとの交流試合で互いに技を磨き上げてジュニアヘビーという階級自体の再ブレイク、また90年代半ばにはクリス・ベノワ（ワイルド・ペガサス）、エディ・ゲレロ（2代目ブラック・タイガー）、ウルティモ・ドラゴン、クリス・ジェリコ、レイ・ミステリオ・ジュニアら来日していた選手たちがWCWやWWEなど海外でもクルーザー級として大活躍し、中には新たにクルーザー級王座を制定する団体も現れるなどクルーザー級自体のムーブメントを巻き起こし階級そのものを定着させた立役者として、ライガーは日本を主戦場にしながらも、世界中のプロレス界に多大な影響を与えたことが評価された。

### 現役引退後
2020年3月14日、「獣神サンダー・ライガーチャンネル-Jyushin thunder Liger CHANNEL-」を開設。YouTubeに進出。ライガーは現役時代から饒舌だったが男性にしては高い声で聞き取り易く滑舌も良いので歯切れの良いコーナーとして展開している。芸能活動においては新日本プロレス契約下から引き続きアミューズと契約。YouTubeもアミューズが「チームライガー」として関わり、演出面では坂田栄治（TBS）がセニョール坂田として関わっている。
また、現役時代のマイクパフォーマンスの良さを買ってか試合解説者として、度々メイン試合の解説も行っている。その幅の広さは新日本だけでなく、プロレスリング・ノアでもジュニアヘビー級の試合を、掛け値なしに解説している。

## 人物

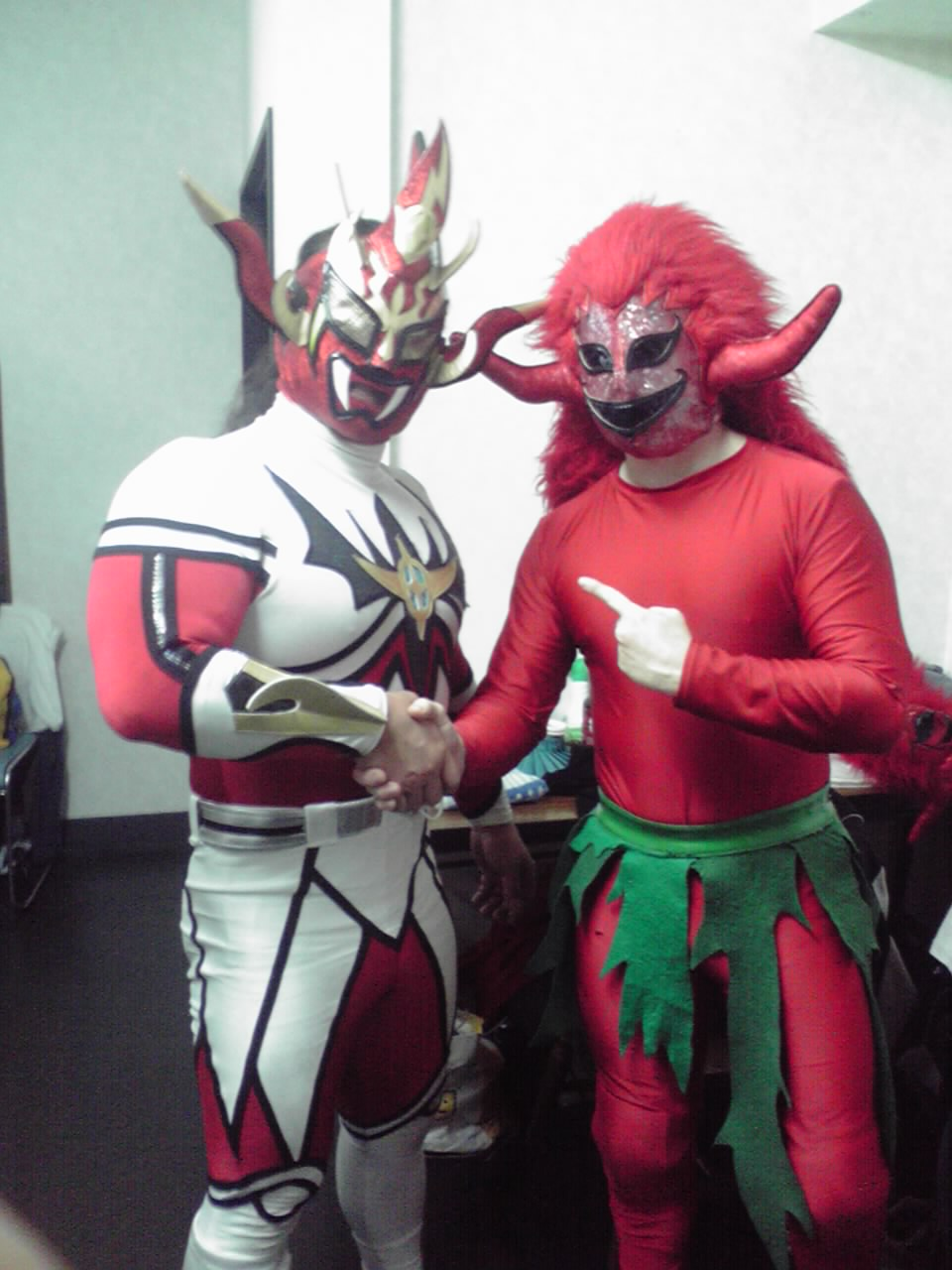
獣神サンダー・ライガー（左）とキジムナー（右）。

- ライガーは、「ジュニアの象徴」と呼ばれ、2011年現在新日本プロレスのジュニアの現場監督でもある。また、ベテランでありながら新日本プロレス選手寮に自身の個室を持ち（会社にはきっちり寮費を納めているという）、東京方面で活動があるときは若手に交じって単身赴任生活をしている[44]。
- 一方で、ライガー自身の「田舎で子供を育てたい」という要望から、1995年に妻の実家に近い福岡県内に移住し自宅を構えている[45]。2015年にはテレ朝動画『中西ランド』の企画で自宅を公開した[46]。
- マスコミ批判・レスラー批判など時に遠慮のない歯に衣を着せぬ発言もするが、個人的感情というよりもプロレスそのものに対する誇りから放たれている。それ故、レスラーの戦い方やスタイルにおいて、一個性として確固としたものがあれば、国内外のメジャー・インディを問わずたとえ敵対関係にあっても寛容な姿勢を見せ、他団体との交流や新日本参戦に自ら積極的に行動して橋渡し役になる場合が多い。他団体のリングに乗り込む際は率先してヒールを演じ、相手側ファンの罵声を浴びて会場の熱気を盛り上げる。ただし、2006年にDRAGON GATEに参戦した際には、ヒールユニットのマッスル・アウトローズの土井成樹とDo FIXERのドラゴン・キッドの抗争の流れからの参戦ということもあり、以前の赤いマスクを付けたベビーフェイスとして登場している（この時、新日本ではC.T.Uとして活動していたので黒マスクを着用していた）。自分の源流である新日本プロレスには強い愛着を見せている。近年、数多く出版されるプロレス暴露本などで新日本プロレスの凋落を批判するOBに対し、本隊から離れている時にあっても「選手は一生懸命やっている。観客が来なくなるような発言は控えてほしい」と述べている。
- 器械体操をやっていた経験から、シューティングスタープレスなど難度の高い空中殺法を開発したり、小柄な体格にもかかわらず垂直落下式ブレーンバスターを必殺技として定着させたりと、流行技の発信源になっている。
- また、同じく器械体操の経験がある二代目タイガーマスクこと三沢光晴と同じく「高校でレスリングをやったのはプロレスラーに成りたいから」という事も共通しており、アマレス出身で最初からプロレス志望だった稀有な人物である。唯一、三沢と違った面はヘビー級とジュニアヘビー級の違いは別として、山田＝ライガーは「生涯マスクマンとして現役を終える」と公言しており、三沢もアニメや漫画のタイガーマスクは好きだったが「自分は佐山聡さんのコピーではない」と強調しており、素顔で戦う道を選んだ。
- 長年新日本のジュニアを支えあってきたエル・サムライとタッグを組むことが多く、IWGPタッグやジュニアタッグリーグで優勝している。
- 少年時代はミル・マスカラスの大ファンであった。後にタッグながら対戦している。
- マスクはマイナーチェンジを含めて、たくさんの種類がある。また、毎年1月4日に行われる新日本プロレスの東京ドーム興行では、毎年のように配色の異なるコスチュームで登場する。マスクは口元だけが破れやすく、その状態で試合を行うこともある。
- プライベートでは大の特撮マニアとして知られる。AKIRAが仮面ライダークウガに出演した際、控え室で野上にいきなりグロンギ語（作品内の架空言語）で話しかけ困惑させたことがある。その他に食虫植物の栽培や工芸なども嗜み、非常に多趣味な人物として有名。釣りも趣味としており、遠征中に事前に調べておいたポイントへ足を運ぶこともある。
- 手先が器用で、趣味のひとつにゴジラやウルトラマンなど特撮系キャラクターのフィギュア造型があり、石粉粘土を使った本格的なものである。試合や練習、遠征の合間を見つけて作っているため、完成に1年以上掛かることもあるという。本人曰くウルトラマンなどヒーローより敵側の方が好きで、特にゴジラなどの恐竜型怪獣を好んで制作している。
- 『大改造!!劇的ビフォーアフター』で道場のリフォームを依頼した際、職人から工芸の腕を「プロ並み」と評価され、道場の表門に埋め込むライオンのエンブレムを制作した[44]。
- 井上や柴田らがデビューしたころから、タイトル戦にあまり絡まなくなり、スーパージュニアなどの大舞台で若手に勝ちを譲る場面もある。
- 覆面レスラーであることに強い誇りを持っており、練習中も簡易マスクを着用している。また、結婚の際も素顔・本名での披露宴とは別に、マスコミ向けに覆面・獣神サンダー・ライガー名義で披露宴を行っている。
- ライガーのマスクを被ってからもアメリカやメキシコへは頻繁に遠征を行っており、海外での知名度も高い。1995年9月4日のWCWマンデー・ナイトロ第1回放送にも登場し、オープニングマッチでブライアン・ピルマンと対戦している。
- 他団体のスタイルへの適応能力にも長け、みちのくプロレスで年末に行われる興業「宇宙大戦争」に参加した際は、ウルトラマン・ロビンに水やパイをぶつけたり、メカマミーとの対戦では腕を使用したりとコミカルな路線にも対応出来る。
- マスクから見える毛はかつて自毛であったが「いろんな理由で」（本人談）[47] 現在はマスクに直接植毛されている。プライベートマスク等では毛がついていないものもある。
- 近年は『水曜日のダウンタウン』（TBS系列）など、テレビバラエティ番組への出演もこなしている。
- 『水曜日のダウンタウン』をはじめとする藤井健太郎が手がけるTBS系列の番組[48] へはたびたびに出演している。田村淳と頻繁に共演する有吉弘行、FUJIWARA、春日俊彰はライガーの「ちょっとした罰ゲーム」を頻繁に受けており、「怒りの獣神」のイントロが流れるとスタジオに緊張が走る。
- 安田大サーカスのクロちゃんとは同じ高校の先輩後輩である[49]。クロちゃんが『クイズ☆正解は一年後2018』（TBS系列、2018年12月31日放送）のあるコーナーでルール違反をしたため、お仕置きのためスタッフと一緒に自宅アパートを襲撃した際に判明した。
- 2017年12月にTwitterを開始した。同僚レスラーの紹介から、食生活に至るまで幅広い書き込みを行っている。

## 有名な試合
- 1990年6月12日に行われた青柳政司との異種格闘技戦では、目元と口元が大きく空いた通常とは異なるデザインのマスクが使用された。しかしそれが裏目に出たか、2Rに青柳にマスクを半分以上破られてしまう。3R開始直後、自らマスクを脱ぎ捨て、素顔で最後まで試合を行った。実況の辻よしなりは、「獣神サンダー・ライガー、山田が生まれ変わって名付けた名前」「獣神サンダーライガー改め山田恵一」「獣神サンダー・ライガーのコスチュームを身にまとった山田」「ライガーとしては初の異種格闘技戦だが山田としては様々な選手と戦った」（概略）などと解説し、客席からは「山田」コールが湧き起こった。[50] 逆上したライガーの攻めは苛烈を極め「ナイフを抜いた」と形容された[注釈 3]。
- 1994年2月の橋本真也戦は、通称バトルライガーと呼ばれるツノを取り去った“対ヘビー級戦闘仕様モデル”のマスクに上半身裸というスタイルで戦った。最終的に敗北を喫したものの、橋本を相手に勝利を掴みかける場面もあった。この試合で見せたビルドアップされた肉体は、身長170cm以下で100kg未満のジュニアヘビー級クラスにおいて、ヘビー級のパワーを持つ唯一の選手と絶賛されている。2019年10月の鈴木みのるとの対戦でも披露した。
- 1996年10月20日、グレート・ムタ戦においてマスクを破られるも、素顔ではなく白いペイントが施されていた。さらにライガー自らが上半身のコスチュームを引き裂くと、ペイントされた胸部が露わとなった。奇声を上げる、毒霧[注釈 4]を吐く、凶器の使用といった通常と異なるファイトスタイルから一部雑誌から「狂神ライガー」と呼称された。本人曰く、ペイントにおける発想のヒントとなったのは幽☆遊☆白書で、ムタは必ずマスクに手をかけると推測し、素顔を見たムタが驚愕する方法を熟慮した結果「自分もムタになればいい」との考えに至り、ペイントを施すこととなったという[51]。当該名称はプロレスゲーム『闘魂烈伝』などでも用いられたが、新日本プロレスの公式ウェブサイトでは「鬼神ライガーと後に呼ばれる様になった」とギミックに若干の修正が行われている。なお、この時は白銀のコスチュームを纏っており、ライガー曰く「あの時だけ」の一度きりの配色である。また、直前の試合でトラブルがあり、このマスクを被って試合をしたこともある（体は通常の赤白コスチューム）。2006年に非道とのシングルマッチで再登場するが、最初から「鬼神ライガー」を名乗りマスクを被らず登場した。海外では、邪神ライガーと表記されることもある。2012年の登場時は、タイチ相手に毒霧、凶器、テーブルなどを駆使し勝利を収めた。2019年9月の神戸ワールド記念ホール大会の6人タッグにおいて7年ぶりに再登場し、抗争中の鈴木に対して毒霧を噴射するなど大暴れの後、反則負けを喫した。金澤克彦によれば、ライガーがキッスのファンだった事から、彼らのペイントをモチーフに鬼神ライガーのペイントデザインをしたらしい[52]。
- 試合前にマスクの盗難に遭い、エル・サムライのマスクを被り試合をこなしたことがある。その際の雑誌掲載時の見出しは「獣神サンダーサムライガー!?」だった。ちなみに、その試合では対戦相手のサブゥーに借り物のサムライマスクを破られてしまった。
- 2000年1月4日の東京ドーム大会にて金本と対戦。かねてから新日本ジュニアの過剰な安定化に苦言を呈してきたライガーが、その溜まった鬱憤をプロレスで表現した試合。電光石火の試合展開を見せ、僅か3分56秒で金本を一方的にノックアウトした。
- 2001年の大阪ドーム大会、バトルライガーとして村上一成と対戦。マスクを剥がされ、長州を始めとするセコンド陣は頭にタオルを掛ける。しかしタオルを払い除けたライガーは、堂々と「素顔」を曝け出したまま小川直也と対峙した。（この時、実況の辻は「山田恵一」と連呼していた。）
- 2002年11月30日にパンクラスに参戦。総合格闘技ルールで鈴木と対戦した。この時のライガーは簡素なデザインのマスクを被り、タイツも機動性を考慮したトランクスタイプで登場。鈴木に敗北したものの、開始直後に突進したライガーが浴びせ蹴りを見舞うというプロレスラーとしての矜持を見せ付けた。その結果、鈴木のプロレス魂に再び火を付けることとなり、鈴木が総合格闘技からプロレスへと回帰するきっかけとなった[注釈 5]。

## 戦績
| 総合格闘技 戦績 | 総合格闘技 戦績 | 総合格闘技 戦績 | 総合格闘技 戦績 | 総合格闘技 戦績 | 総合格闘技 戦績 | 総合格闘技 戦績 |
| --------------- | --------------- | --------------- | --------------- | --------------- | --------------- | --------------- |
| 1 試合          | (T)KO           | 一本            | 判定            | その他          | 引き分け        | 無効試合        |
| 0 勝            | 0               | 0               | 0               | 0               | 0               | 0               |
| 1 敗            | 0               | 1               | 0               | 0               | 0               | 0               |

| 勝敗 | 対戦相手   | 試合結果                   | 大会名                               | 開催年月日     |
| ×    | 鈴木みのる | 1R 1:48 チョークスリーパー | パンクラス PANCRASE 2002 SPIRIT TOUR | 2002年11月30日 |

## タイトル歴
IWGPジュニアヘビー級王座を11回獲得しており、同タイトルの最多記録である。BEST OF THE SUPER Jr.では優勝3回（「TOP OF THE SUPER Jr.」含む）を誇り、中でも「BEST OF THE SUPER Jr. VIII」では、大会史上初の全勝優勝を達成。1994年4月には「SUPER J-CUP」を実現させ、第2回、3回と自身も優勝している。第4回もスペル・デルフィンらと組み出場している。（本戦は若手中心のトーナメント。）
新日本プロレス
- IWGPジュニアヘビー級王座（第9代、11代、13代、15代、18代、21代、26代、29代、32代、35代、37代）
- IWGPジュニアタッグ王座（第3代, w / ザ・グレート・サスケ、6代, w / エル・サムライ、8代, w / 田中稔、10代, w / 金本浩二、20代, w / AKIRA、32代, w / タイガーマスク）
- ヤングライオン杯 優勝（1986年）
- TOP OF THE SUPER Jr. 優勝（1992年）
- BEST OF THE SUPER Jr. 優勝（1994年、2001年）
- G1 CLIMAXジュニアヘビー級タッグリーグ戦 優勝（2001年, w / サムライ）

プロレスリング・ノア
- GHCジュニアヘビー級王座（第8代）
- GHCジュニアヘビー級タッグ王座（第18代, w / タイガー）
- 日テレG+杯争奪ジュニアヘビー級タッグ・リーグ戦 優勝（2013年, w / タイガー）

DRAGON GATE
- オープン・ザ・ドリームゲート王座（第7代）

大阪プロレス
- 大阪プロレスタッグ王座（第7代, w / 村浜武洋）

みちのくプロレス
- 英連邦ジュニアヘビー級王座（第6代）

WCW
- WCWライトヘビー級王座（第2代）

CMLL
- CMLL世界ミドル級王座（第16代）
- CMLL世界タッグ王座（第34代, w / 棚橋弘至）
- カンペオン・ウニベルサル 優勝（2010年）

NWA
- NWA世界ジュニアヘビー級王座（第90代）

WAR
- インターナショナルジュニアヘビー級タッグ王座（第13代, w / エル・サムライ）

JAPW
- JAPWライトヘビー級王座（第25代）

オールスター・レスリング
- 世界ヘビーミドル級王座（第4代）

RPW
- ブリティッシュJカップ 優勝（2017年）

SUPER J-CUP
- 1995年度 優勝
- 2000年度 優勝

以下は第3代ジュニア8冠王座として戴冠。後にインターナショナルジュニアヘビー級王座の単独防衛戦で敗れて初代ジュニア7冠王座となる。
- IWGPジュニアヘビー級王座（第29代）
- インターナショナルジュニアヘビー級王座（第8代）
- NWA世界ジュニアヘビー級王座（第86代）
- NWA世界ウェルター級王座（第39代）
- WWFライトヘビー級王座（第30代）
- UWA世界ジュニアライトヘビー級王座（第31代）
- WWA世界ジュニアライトヘビー級王座（第10代）
- 英連邦ジュニアヘビー級王座（第10代）

プロレス大賞
- 新人賞（1985年）
- 殊勲賞（1994年）

WWE
- WWE殿堂（2020年）

## 得意技

### フィニッシュ・ホールド

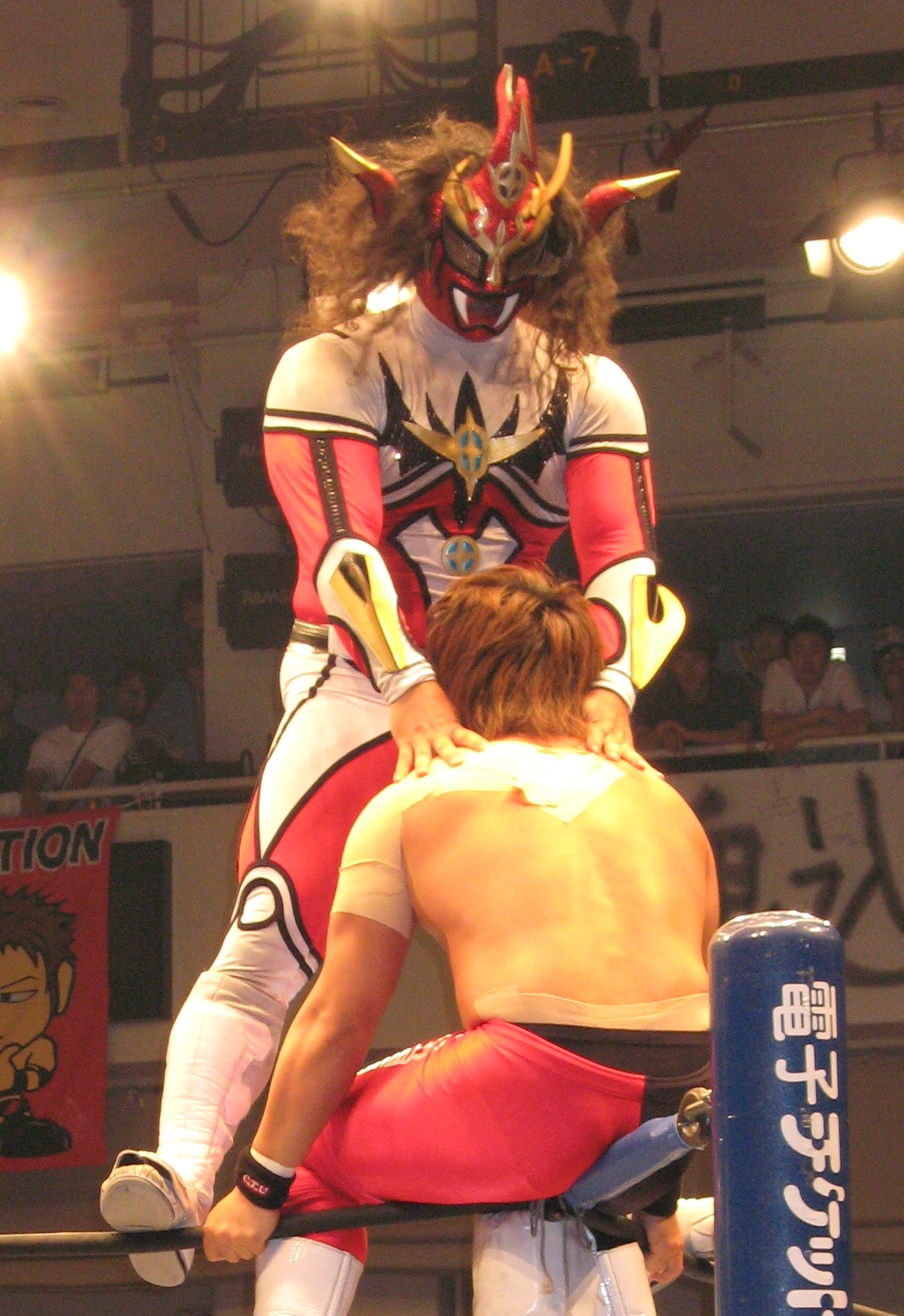
フランケンシュタイナー。

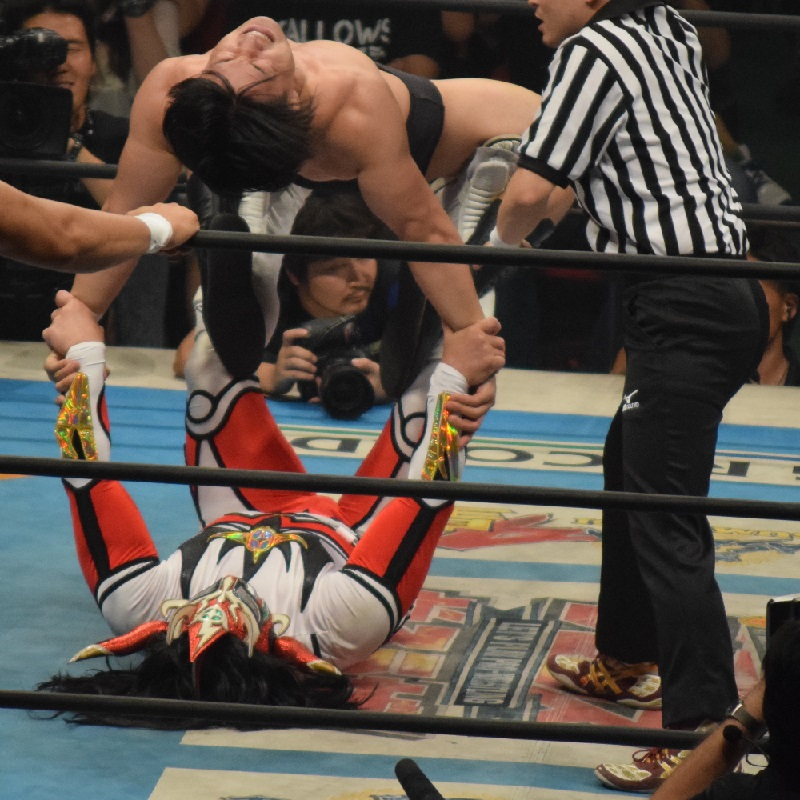
ロメロ・スペシャル。

垂直落下式ブレーンバスター
ライガーの最も多用するフィニッシャー。稀に長滞空式も使用している。
下記、雪崩式をフィニッシュに用いていた時代は繋ぎ技の扱いであったが、新日ジュニアはぬるま湯発言、ブラックライガーの登場以降にフィニッシュ・ホールドとして復活させている。
雪崩式垂直落下式ブレーンバスター
文字通り雪崩式で仕掛ける垂直落下式のブレーンバスター。
頭から落とす危険な技を忌避する風潮がファンを含めて浸透し始めた頃から、そうした技を流行らせた原因の一端は自分にもあるとしてほぼ封印状態となった。
掌底
骨法の技で、ライガーはほぼ利き手である左手を用いる。相手の顎を下から打ちぬくアッパー掌底やマウント状態から放つマウント掌底なども繰り出す。ライガーはこの技をプロレス流にアレンジし、至近距離から連発したり、カウンターの一撃や串刺し式、ダイビング式、飛び技を狙うコーナーの相手にジャンピング式で繰り出すなど多様なバリエーションを見せている。バラエティー番組出演のほとんどは芸人にお仕置きで掌底を喰らわす役目が専らで「気をつけ！ 歯食いしばれ！ 歯食いしばれ！いくぞ」と発言後、掌底を放つ。 自身のYouTubeチャンネル「獣神サンダー・ライガーチャンネル」の技の実証シリーズ内でもその威力が検証され、リンゴを潰せるほどの破壊力を持っている。真壁刀義も自身のチャンネル内の動画でライガー＝掌底と語っており、真壁自身ライガーの検証動画を観た上で「あんなの実証するまでもねぇ、食らったこっちが滅茶苦茶痛えんだ」と語った。
空中胴絞め落とし（ルー・テーズ・プレス）
ダッシュしてきた相手の胴を自らの両足で挟み込みながら前に倒れこんで押し倒し、上になった体勢のままフォールを奪う技。2009年頃からフィニッシュ・ホールドとして多用されている。ライガーはこの技をカウンターで素早く使うため、プレス技というよりもクイックの色合いが強い。

### 打撃技
エルボー
バックエルボー
エルボー・スタンプ
張り手
逆水平チョップ
チョップ・スマッシュ
クローズライン
ドロップキック
延髄斬り
浴びせ蹴り
骨法の蹴り技。前方の相手に向かって前方宙返りする勢いで片足を振り上げ、踵で相手の頭部を打つ。コーナーにもたれかかった相手に追打ちで決める場合が多いが、稀に避けられてふくらはぎを強打することも。

### 投げ技
ブレーンバスター
雪崩式ブレーンバスター
C.T.B（クラッシュ・サンダー・バスター）
アトミック・ドロップのように相手を抱え上げ、そのままフェイス・クラッシャーの体勢で前方に向かって叩き付ける技。
垂直落下式ブレーン・バスターに代わるフィニッシュ・ホールドとして開発されたが、後に隠し技的な存在となった。
フィッシャーマン・バスター
フィッシャーマンズ・スープレックスの体勢で抱え上げてから、垂直落下式ブレーンバスターのように脳天から落とす。
フィッシャーマンズ・スープレックスを元にライガーが開発した技で、こちらも雪崩式で繰り出すものを一時期フィニッシュに用いていたが後にほぼ封印状態となっている。（雪崩式垂直落下ブレーン・バスターに比べ、使用頻度は高い。）
ライガー・ボム
ジャンピング・ボムとほぼ同型だが、ライガーの場合は相手をマットに叩きつける際に空中で相手の両腕を足でロックし、さらに腰を落として後方に体重をかけるようにして叩きつける工夫がなされている。
ジャンピング・ボムの使用はデビル雅美の方が数年早いが、デビルを含めたジャンピング・ボムの呼称としてライガー・ボムの名が浸透している。
サンダー・ライガー・ボム
ランニング・ライガー・ボム / ジャンピング・ライガー・ボム とも。
相手を持ち上げた状態で走り込んでから叩き付けるライガー・ボム。
平成中期頃にフィニッシュ・ホールド、繋ぎ技として用いられたが、後に使用されなくなった。
DDT
ヘビー級と対戦時、相手を持ち上げられなかった時などに使用している。
スイング式の使用や、過去に雪崩式をフィニッシュ・ホールドに用いていた時期もある。
雪崩式フランケンシュタイナー
雪崩式に応用したのはライガーが初。以降、空中戦を得意とするジュニア選手を中心に定着していく。
公開当初はそのままフォールの体勢に入っていたが、徐々に投げっぱなし式のような形へと変化していった。
ジャーマン・スープレックス
素顔時代にフィニッシュとして愛用していた技。ライガーは、リック・スタイナーの影響を受けてから投げ捨て式を多用するようになった。
トップロープから相手を一回転式で投げる雪崩式も時々使用している。
あすなろスープレックス
素顔時代の山田恵一のオリジナル技。
前かがみなった相手の首の後ろに左腕を回し、相手の左腕を抱きこむように相手の胸のほうに自分の右腕を回す。続けて右手で相手の右ひじをつかみ、つかんだ腕を相手の胸のほうに折り曲げて後方に反り投げ、ブリッジを崩さずにフォールを奪う。
あすなろスープレックスII
素顔時代の山田恵一のオリジナル技。
相手の背後から右腕を抱き込むような感じで自身の右腕を相手の胸の方に回し、右手で相手の左手首を掴み、背中の方から相手の左脇に差し込んだ左手で自身の右手首を掴んで放つ。
ライガー・スープレックス（獣神原爆固め）
背後から自分の右手で相手の左手をつかみ、自分の左手で相手の左足を抱えて投げ固める技。小林邦昭とのデビュー戦、IWGPジュニア王座初戴冠の馳浩戦でフォールを奪った技だが、それ以降はほぼ使っていない。
素顔時代のライガーの得意技でもあるあすなろスープレックスII（飛燕原爆固め）を改良したものだが、あすなろがジャーマン・スープレックス・ホールド型だったのに対し、ライガー・スープレックスは実際はライガー・バックドロップ・ホールドである。
ランニング・ネックブリーカー・ドロップ
左手で放つことが多い。1990年代にはダイビング式も稀に使用していた。

### 関節技・絞め技

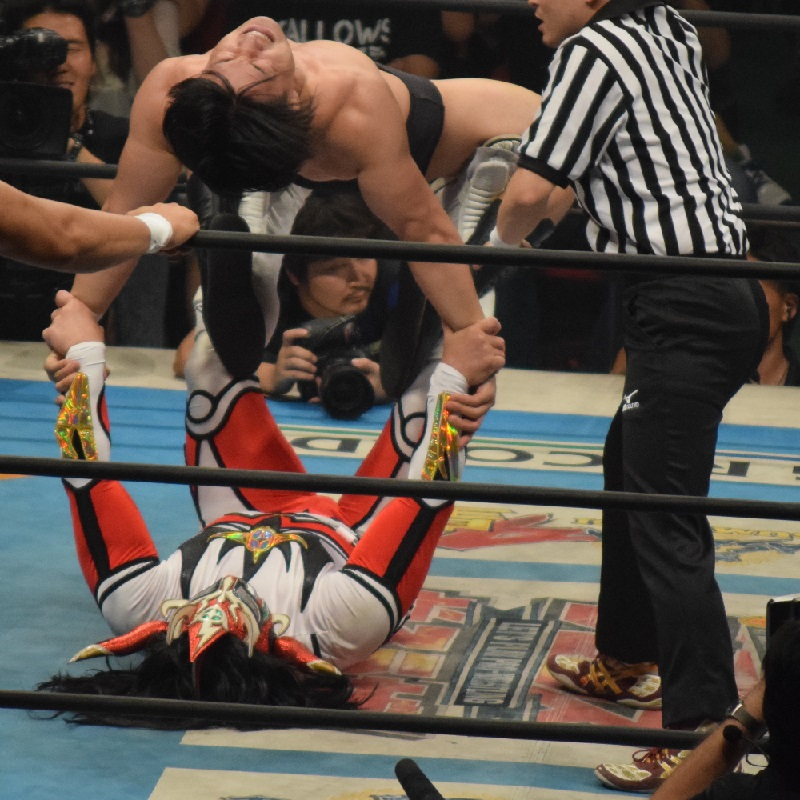
田中翔にロメロ・スペシャルを仕掛けるライガー。

鬼殺し
自身のオリジナル技。これが極まれば自力での脱出はほぼ不可能。
骨法の技で、腕を絡め取る関節技。うつ伏せの相手の真横に腰を下ろし、片腕を両足で挟み固定する。さらに、もう片方の腕を脇固めで極める。
骨法を学んだ際に一時期使っていたが、現在は使われていない。ライガーが使用しなくなった後は、羽根折り脇固めと表記されるようになった。ちなみに、同名の技を同じ新日本所属の矢野通が使用しているが、こちらはパワーボムに近い技であり全くの別物である。ゲーム等では、「獣神鬼殺し」の名義となっている。
腕ひしぎ逆十字固め
関節技に秀でた相手に対抗して繰り出す場合が多い。また潰し合いになる際も仕掛ける。
チキンウィングアームロック
こちらも上記同様、潰し合いになる一戦や格下相手のしごき試合のような場面でよく用いられる。スタンド状態から巻き込んで極める巻き込み式も使用。ライガーはこの技を仕掛けた際に間髪入れずヘッドシザーズに移行することもある。
チキンウィングフェイスロック
主に1980年代から1990年代頃まで使用していた。ほとんどは胴締め式で極める。獣神ライガー時代にはこの技とドラゴン・スリーパーの複合技を披露していた。
キャメルクラッチ
時として悲鳴が上がるほど思い切り締め上げることがある。
足4の字固め
たびたび使用する技。テレビ中継の際、解説のマサ斎藤から「ライガーは体が小さいから威力が弱い」と苦言を呈されていた（腕十字も同様のコメント）。
コウモリ吊り（ムルシェラゴ）
自らは片膝状態で、立てた片膝の方向に相手の頭が来るように、うつぶせ状態で両肩に相手を横抱き。自分の首を支点に相手の両足を四の字に交差し伸ばした方の足を腕で捕える。相手の胴を内側に折り曲げるようにして片膝状態の内股部分に相手頭部が来るように固定。相手の重みを自分の両肩で受け、その重さを利用し四の字にした相手の膝関節を極める。首を支点に使った足4の字固めのバリエーションの一つ。滅多に使わない技。
ロメロ・スペシャル（吊り天井）
初期のライガーは正調ロメロスペシャルを頻繁に使っていた。後年はほぼ吊り天井に行く前の段階でサーフボードの腕を外し、そのまま相手の首をドラゴン・スリーパーに捕らえるパターン（変型カベルナリア）が主流となっている。全盛期は正調ロメロ・スペシャルから変型カベルナリアへの連携が多く見られた。過去には、腕を外した際にチンロックで絞り上げるロメロ・チンロックも見せている。2017年1月、ロメロ・スペシャルを使用した事件が発覚した際には、報知新聞が「吊り天井固めを得意技とするプロレスラー」としてライガーを取り上げ、コメントを掲載している。
変形カンパーナ
グラウンド状態で極める変形。この技からキャメルクラッチあるいは変形カベルナリアに移行する事が多い。
インディアン・デスロック
たびたび使用している技。仕掛けた後フロントネックロックや羽根折り固め、ハンマーロックを併用して使用する場合もある。
スリーパーホールド

### 固め技
高角度前方回転エビ固め
相手の肩に側面から飛びついて前方回転して極める。肩車状態の時に後方へ方向転換して極める後方回転式や、飛びついた際にホイップして極めるホイップ式も使用。最近では使用していない。
スモール・パッケージ・ホールド
あまり見せないが時々使用している。
ウラカン・ラナ・インベルティダ、フランケンシュタイナー
自ら相手に飛びついて極めることが多かった。フランケンシュタイナーはリング上やエプロンあるいはリング上からのエプロン付近でパワーボムを仕掛けられた際に返し技で使用することもあった。最近は使われていない。
ラ・マヒストラル
初期からよく使用している。カウンターでカニ挟みから移行して極める連携も見せている。
横十字固め
ロープワークから相手のラリアットをかいくぐり飛び付いて決めることが多い。関節技としても使用する事があり、その場合若干極め方が異なる。
サムソン・クラッチ
ヘビー級と対峙する時などに時折使用している。
ヨーロピアン・クラッチ

### 飛び技
トペ・コン・ヒーロ
コーナーポストから飛ぶ形と、ロープを潜りリングから飛ぶ形の2パターンで用いていた。
1995年のサムライと組んだ対金本・大谷戦でコーナーポストから見舞った際、頭から落ち脳腫瘍を起こして欠場しており、復帰後はエプロンを走って仕掛けるパターンを多用するになった。エプロン版はスライディングキックからの連携で使用される事もある。
ラ・ケブラーダ
セカンドロープの反動を利用する形と、コーナーポストから飛ぶ形の2パターンで用いていた。
ウルティモ・ドラゴンが日本に持ち込み流行り技となった1990年代中頃に使用していた。
ダイビング・ヘッドバット
1990年代初頭までは頻繁に使用していた。
フロッグ・スプラッシュ
ライガーの使用するコーナーからリング内への飛び技では最も使用頻度が高く、長年愛用している。
ムーンサルト・プレス
若手時代の代表的なフィニッシュ・ホールドの一つであったが、後に使用機会が減少、ほぼ封印状態となる。しかし1990年代中頃、ヘビー級戦線へ不定期参戦していた時期に「ヘビー級の選手との体重差を埋めるため」として再び使用するようになった。跳躍する際に体が斜めに流れる癖があり、しばしば「ライガー独特のムーンサルト」と表現される。それ以来長らく使用していなかったが、2000年代後半頃から再び使用し始めている。
ある試合中にバク転を披露した際も体が斜めに流れ、これについてVHS闘魂Vスペシャルvol.5のゲスト解説時に田中ケロから「バク転斜めになってたよ」と指摘された。それに対しライガーは「片耳の鼓膜が破れているから、それで平衡感覚がないのかもしれない」と返答しており、本人はまっすぐ跳んでいるつもりだという。
シューティング・スター・プレス
素顔時代の凱旋帰国時に披露したオリジナル技。ライガーがオリジネーターであるが、過去数回しか試合で使用されておらず、滅多に見ることの出来ない技となっている（しかし、得意技として紹介されていることが多い）。
ライガーに変身以降封印していたが1990年1月31日の佐野直喜戦で再び日の目を見る。ライガー曰く「バック宙してるのに前に飛んで行く、僕にもちょっと分からない不思議な技」「北斗の拳のレイが使う南斗水鳥拳をモチーフにした」と、雑誌等でのインタビューで答えている。年齢的な衰えから封印したのではないか、という説に関しては「充分練習すれば今でも出来ると思うが、とにかく危険な技なのでもうやらない」と返答した。命名者は田中ケロ。
スターダスト・プレス
トップロープからのローリング・セントーン（ヴァルキリー・スプラッシュ）に更に180度の捻りを加え、ボディ・プレスの体勢で着地するという、非常に高難度の技である。
シューティング・スター・プレス披露後、雑誌での道場取材で「スターダスト・プレスはもう出来ている」と発言したことで登場が待たれていたが、再び海外遠征した当人が行方不明となったことで技名のみ先行する状態となった。
実際に使用されたのは1996年1月4日に東京ドームで行われた金本戦の一度きり。後の雑誌インタビューで「元々はハヤブサのフェニックス・スプラッシュと同型の飛び技を予定していたが、既に披露されてしまったために新たに試合で披露したような複雑な形になった」とライガーは答えている。
そのためかプロレスゲーム『オールスタープロレスリング』ではフェニックススプラッシュと同型で収録されている。
後に新日本プロレスの後輩である内藤哲也が復活させるまで、ライガー自身を含め使い手がおらず幻の技と化していた。

## ライバル
ライガーは自身のライバルとして以下の二人を挙げている。
佐野直喜
新日本プロレス同期入門で、1990年代初頭にIWGPジュニアヘビー級王座を巡って抗争を繰り広げた。二人の激しい試合を見た先輩レスラーが「お前らそのうちどっちかが死ぬぞ」と言ったエピソードも残っている。また、引退会見では「あの人がいなかったら、今の獣神サンダーライガーはない」とも語っている。
その後、佐野はUWFインターナショナルへ移籍し新日とUインターの対抗戦ではライガーの希望で両者のシングルが組まれ、名勝負の再現として注目を集めた。試合でも佐野がU系のレスラーとしては異例のトペ・スイシーダやタイガー・スープレックスを繰りし、利しを収めた
2009年のライガーデビュー20周年記念試合では、タッグを結成した。
ライガーの引退興行となる2020年1月のWRESTLE KINGDOM 14では1月4日の引退試合Ⅰで8人タッグの対戦相手として、最後の試合である1月5日の引退試合Ⅱではタッグパートナーとして出場。この試合の2日後、自身のフェイスブック上で現役引退を表明した。
クリス・ベノワ
新日本に練習生として留学した後に覆面レスラーペガサス・キッドとして来日。ライガーからIWGPジュニア王座を奪取した。1991年にはマスカラ・コントラ・マスカラで対決し、ライガーが勝利してペガサスがマスクを脱いだ。
その後もIWGPジュニア戦やBEST OF THE SUPER Jr.での激闘、ジュニア・フォー・ホースメンの結成などで時には味方、時には敵としてライバルストーリーを紡いでいったがクリスのWWE移籍で疎遠となった。
2007年にクリスが逝去したことで、二人の再戦は叶わなくなった。それ以降、ライガーはインタビューなどでクリスとの思い出を聞かれても「自分の中で大切に取って置きたい」との考えから一切語らないようにしている。

## 入場テーマ曲

### 山田恵一
Moodido (The Match)（TOTO）
1986年のイギリス遠征前まで使用。
Gonna Fly Now（映画『ロッキー』のテーマ）
1987年に帰国して以降、2度目のイギリス遠征前まで使用。

### ライガー
怒りの獣神（弘妃由美、アニメ『獣神ライガー』前期OP）
ライガーの代表的な入場テーマ。ライガーとなって以降、ほぼ一貫して使用している。ライガー自身は「プロレスラーの入場曲で、唯一歌える曲だから」と語ったことがある。新日本プロレスワールドでは「権利上の都合」による楽曲の差し替えまたは消音対応の対象曲となるが、2016年5月3日開催のレスリングどんたく放送分以降からは「権利上の都合」の対象外となり、そのまま流されるようになった。「クイズ正解は一年後」などバラエティ番組の罰ゲーム担当として入場する際にも使用された（ほぼイントロのみしか流れない）。
奇跡の獣神（弘妃由美、アニメ『獣神ライガー』後期OP）
タイアップ先のアニメのOP曲変更に合わせて使用された。しかし、前期OPに比べて「客のノリが悪くなる」という理由で、非常に短期間で『怒りの獣神』に戻された。
Thuhn-Der
NXT Takeover:Brooklynにて使用。
いざゆけ若鷹軍団
ハラキリ・ハカタ2号のリングネームを名乗ったときに使用されたテーマ曲。
地獄ロック（アニメ『地獄少女』のテーマ）
2006年に非道とのシングルで鬼神ライガー時に使用。途中から鬼神ライガーと化した2012年にも試合後タッグパートナーのタイガーマスクの曲が流れたあと使用されている。

## プロレス以外の活動・メディア出演
ライガーはテレビ出演やファミ通で人生相談コーナーを担当するなど、リング外での活躍も多い。「象印クイズ ヒントでピント」「所さんのただものではない!」などのクイズ番組や「笑っていいとも!」のテレフォンショッキング（オスマン・サンコンからの紹介）に出演したこともある。
ライガーは、カレーマンの入場時に一緒にカレーダンスを踊り、「ウッチャンナンチャンのやるならやらねば!」ではマスク着用時にもかかわらず、森進一のエアものまねを披露、「全身タイツ隊」のメンバーとしても出演し、メンバーと同じ奇妙な動きを見せるなど芸達者な一面もある。
- 2006年5月20日放送の千葉マリンスタジアムでの千葉ロッテマリーンズ対中日ドラゴンズ戦の始球式を務めた。
- 2007年2月24日放送の「めちゃ×2イケてるッ!」に出演。そこで、「僕、閉所恐怖症なんです」と自分の短所を告白した。
- 2007年7月16日放送の「くりぃむナントカ」芸能界ビンカン選手権では、仕掛け人として素の姿（バックショットのみ）で出演した。
- 2010年11月10日放送の「シルシルミシル」で、県境を日本一多く跨ぐ道路「高野龍神スカイライン」をリングネームと語呂が似てるということでレポートした。
- 2012年8月24日放送の「Oh!どや顔サミット」の「人気プロレスラーが大集合! こんなイカつい俺たちだけど意外とおちゃめなんですよSP」では、武藤敬司に頭髪は自分と同じ感じと暴露されている。
- 2013年6月2日放送「大改造!!劇的ビフォーアフター」の2時間スペシャルでは、新日本プロレスリングの選手寮のリフォームを依頼。
- 2014年10月23日放送の「しくじり先生 俺みたいになるな!!」では、人望ゼロの「しくじり先生」として登壇、先輩としての立ち振る舞いの授業を行った。
- 2015年9月18日放送の「明石家さんまのコンプレッくすっ杯」では、「薄毛代表」で出演した。
- 2018年2月23日放送の「沸騰ワード10」に出演。趣味の料理を披露し、スタジオで湯豆腐を振る舞った。全身コスチューム姿のまま買い出し、調理を行う場面も見られた。
- 2018年11月4日放送の「相席食堂」で山形県白鷹町を訪れる。そつなくこなすロケテクニックは千鳥に絶賛された。

### テレビ

#### バラエティ
- ゴールデンスロット （2006年10月-2007年3月、千葉テレビ放送ほか） - 準レギュラー
- 獣神☆大吉]（2011年4月29日 - 、KBC） - 博多大吉との冠番組
- テベ・コンヒーロ （2012年、TBSテレビ系） - お仕置き人として不定期出演
- 水曜日のダウンタウン（TBSテレビ系、2014年5月21日・8月6日） - ロメロ・スペシャル仕掛け人として出演
- クイズ正解は一年後（2013年12月30日 - 2019年12月30日） - 罰ゲーム執行人として引退前年まで毎年登場
- オールスター後夜祭（2018年4月1日・10月7日、TBSテレビ系） - 罰ゲーム執行人として出演
- ライガーパーク（2018年3月30日 - 、CSテレ朝チャンネル2） - MC
- ファミリープロレス!!（2018年8月19日、テレビ朝日） - 生徒および解説者[61]
- 水曜だけど土曜の番組（2024年12月11日）

#### ドラマ
- 世にも奇妙な物語「覆面」（1991年5月30日、フジテレビ）主演 - 獣神サンダー・ライガー 役
- Vシネマ『獣神サンダー・ライガー 怒りの雷鳴 FIST OF THUNDER』（1995年2月21日、バンダイビジュアル）主演 - 獣神サンダー・ライガー 役
- アタシんちの男子（2009年6月9日、フジテレビ） - 二郎 役
- レンタル救世主（2016年、日本テレビ）[62] - 葵伝二郎の父 役

### 映画
- 兜王ビートル（2005年、河崎実監督）‐ 獣神サンダー・ライガー 役

### Web番組
- 風雲!たけし城（2023年4月28日、Amazon Prime Video）

## その他

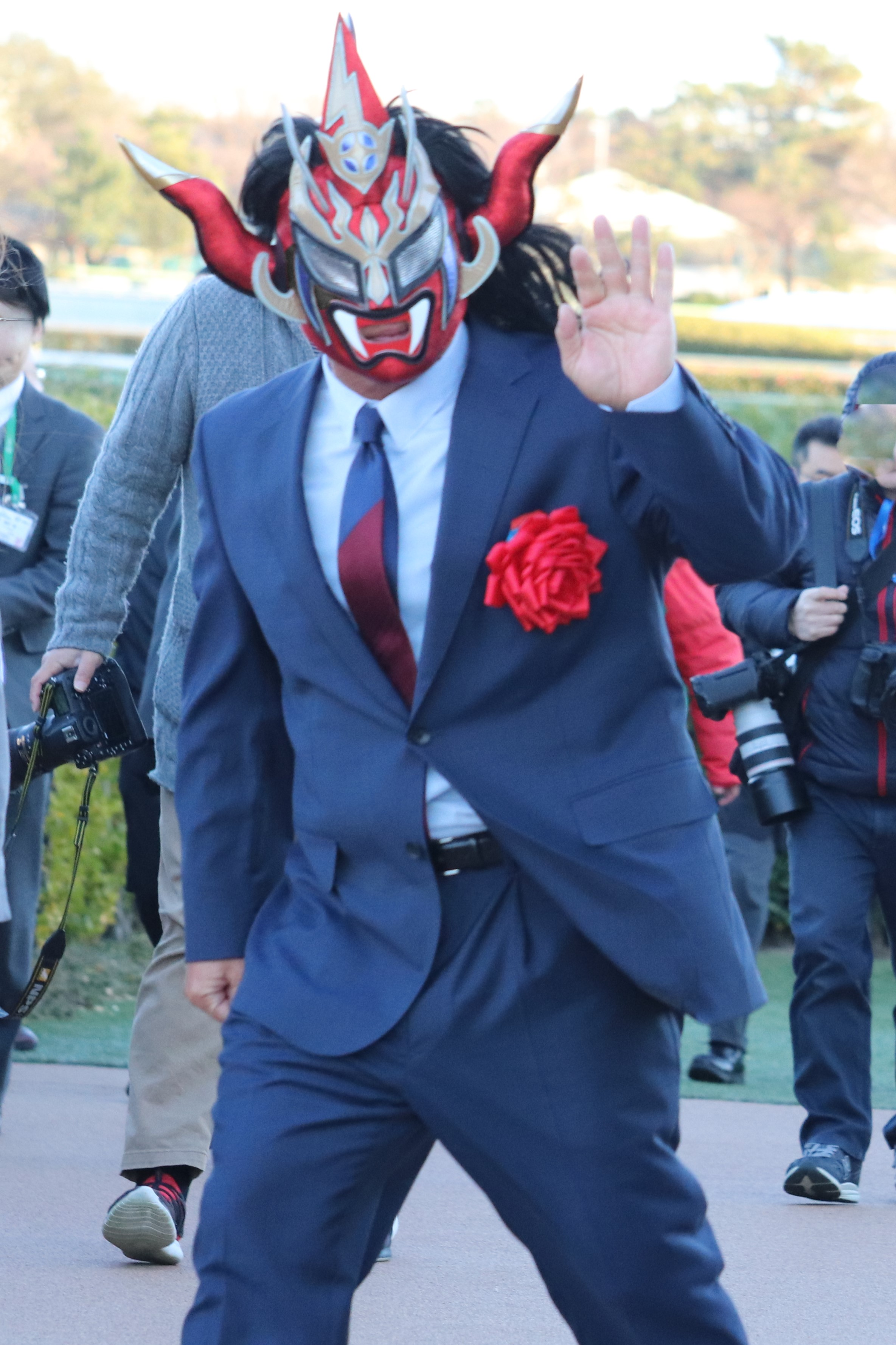
2019年12月 スーツ姿

- ヤングライオン時代のあだ名は「ハチ」、「ハチ公」、「ハチベエ」。
- 新日本プロレスのレスラーは、抗争や因縁アングルにおいて「潰す」「殺っちゃう」という語彙を多用するが、ライガーが10年以上使い続けているのは「ぶち殺す」という表現である。
- プロレスはリング上で繰り広げられる「芸術」であると述べたことがある。
- 当初ライガーになる予定だった武藤が難色を示したため変更となった、という話がある。
- 新人育成のために船木と共に少々過激なことをしていたと告白している。一例として、熱湯（50から60度位）を満たした湯船に新人を放り込み、蓋をした上にライガーが乗り「熱ければ自分で出てこい!」というもの。ライガーはこれを「どれだけ必死になれるかを試している」として、「ここで出てこられたヤツは大丈夫。しかし、出てこられないと蓋を開け、『おまえはもう田舎に帰れ。プロレスラーには向いていない。』と諭した」と、週刊プロレスの取材で語った。
- 藤波辰爾を尊敬しており、藤波を中心に結成されたユニット『ドラゴンボンバーズ』のメンバーだった。
- 昭和から平成中期までの新日本プロレスは、暗黙の了解として観戦マナーが悪い観客を会場の外につまみ出していた。船木によれば、ある会場で観戦マナーが悪い観客を田中秀和リングアナウンサーが見つけ、田中はライガーに対してその観客を会場の外へつまみ出すよう指示した。その際ライガーは、その観客をエレベーターホールまで連れていき、その観客をエレベーターの中にぶち込んで「2度と観戦に来るな!」と言い、エレベーターで帰したという[63]。
- パンクラスルールで鈴木に敗れた後、菊田早苗に総合格闘技の弟子入りを懇願する姿がCSにて中継された。これを「パフォーマンス」と捉えた郷野聡寛はリング上から批判している。しかし、ライガーは自宅のある九州でブラジリアン柔術の道場に入門し、試合や巡業の合間に練習を続け、2011年には紫帯を取得。そのことがゴング格闘技にて特集された。柔術の試合は「新日本プロレスの契約選手なので他で怪我をする危険性のあることは難しい」として行わない方針をとっている。
- 小学校では園芸部に所属。園芸は福岡の自宅で継続している。
- 大変な悪戯好き。後輩の天山広吉がトイレに入ったところへロケット花火を打ち込むなどエピソードは枚挙に暇が無いが、井上には悪戯を見破られ大変悔しそうにしていたらしい。
- 鈴木とは家族ぐるみで交流している。ライガーが帰宅した際、鈴木がライガーの子供とリビングで寛いでいた事もあった（子供を取られたライガーは、仕方なく愛犬と戯れていた）。
- フジテレビのドラマ『世にも奇妙な物語』の『覆面』というエピソードに出演している。ライガーの声は声優の中村大樹が吹き替えし、試合中に首の骨が折れ即死の状態であった主人公に憑依して試合をした。
- 妻はスペル・デルフィンのファンで、飼い犬に「デルフィン」という名前をつけるほど。また、過去に紙のプロレスで行われたプロレスラーの夫人特集ではインタビューを受け、二人の馴れ初めや自宅でのライガーの過ごし方等を答えている。博多大吉は、自分の新日本プロレスの知識はライガーの嫁には敵わない、と語っている。
- 福岡市長の高島宗一郎とは旧知の仲で、自宅でお手製の道場ちゃんこを振舞ったこともある。高島市長は元KBCアナウンサーで、ワールドプロレスリングの実況も担当していた。
- ミスター高橋には、TVCMで度々水平チョップを見舞っている。
- 海外における英語の表記ゆれが顕著である[注釈 9]。 ただし、海外ではおおむね「獣神」を「JUSHIN」と綴るのに対し、新日本プロレス公式サイトやビデオ『闘魂Vスペシャル』シリーズ、著書『獣神サンダーライガーの肉体改造術』などでは「JYUSHIN」と綴られている。なお、ローマ字での「じゅ」は訓令式でもヘボン式でも「zyu」か「ju」であり、「jyu」と綴られることはない。
- 1985年に光文社「ジャストコミック」で連載された「スープレックス山田くん」（監修：古舘伊知郎、作画：国友やすゆき）の主人公のモデルになっている。
- マスクをしているが故に、他人から表情を読み取られることがないため、テレビ番組の収録中に仮眠を取っていたことがある。

## 執筆活動

### 著書
- 『獣神サンダーライガーの肉体改造塾』（1998年9月、アスペクト）ISBN 978-4757202245
- 『獣神サンダー・ライガー自伝（上）』（2017年7月7日、イーストプレス）ISBN 978-4781615516
- 『獣神サンダー・ライガー自伝（下）』（2017年10月15日、イーストプレス）ISBN 978-4781615523
- 『獣神サンダー・ライガー自伝 完結編』（2020年3月15日、イーストプレス）ISBN 978-4781618616

### 雑誌連載
- 『東洋怪獣譚』 - 特撮雑誌「宇宙船」に掲載。怪獣に関するコラム。2回目からゴモラのフィギュアを製作し始め、その進行状況も記すようになる。1993年秋号から1995年秋号まで全8回（1994年の試合中の怪我で1回休載あり）。

- 『獣神ライガーのトラブルスープレックス』 - ゲーム雑誌「ファミコン通信（現・ファミ通）」に掲載。日常生活の悩み事からプロレスに関する疑問まで、読者から投稿された質問にライガーが何でも答える人生相談コーナー。同誌の1991年7月26日号（週刊化第1号）から1995年12月29日号（誌名変更前の最終号）まで連載され、本人のリングネームの変化（ファイヤー、サンダー）に伴いコーナー名も更新されていった。1998年のファミ通通巻500号記念、2006年のファミ通20周年記念、2009年の本人デビュー20周年及びゲーム『スーパーロボット大戦NEO』への原作アニメ参戦記念、2011年の「ファミ通の日（9月1日＝8月32日＝ふぁみつう、の語呂合わせ）」発売号記念などの際にも復活している。